# Nederlands handballer van het jaar
Sinds 1979 wordt elk jaar de beste handballer van het jaar van Nederland uitgeroepen. In de afgelopen decennia zijn de prijzen veranderd, waar voorheen alleen één handballer werd verkozen, worden nu meerdere handballers van verschillende posities bekroond met een prijs.
De verkiezing van de winnende speler is in de afgelopen decennia veranderd. Voorheen een winnaar werd gekozen door spelers, analisten en trainers of kon er door iedereen gestemd worden op het internet, maar tegenwoordig worden de winnaars gekozen door de bondscoaches van het Nederlands handbalteam. Gedurende de afgelopen decennia was er regelmatig kritiek op de wijze hoe de totstandkoming van een winnaar, zoals in 1985 waar enkele fouten waren gemaakt door de organisatie.
In 2003 werd er naast een uitroeping door het NHV, ook een verkiezing gehouden van beste handballers van de eredivisie door FIQAS, genaamd de FIQAS Awards.
Het Nederlands Handbal Verbond schafte in 2006 de prijs af, maar spelers van Volendam besloten zelf de prijs te geven aan teamgenoot Marco Beers. Sinds 2007 werden er wel weer 'officiële' prijzen gegeven. In 2020 werd vanwege de coronapandemie tevens geen winnaars uitgeroepen.
Daarnaast worden er ook prijzen gegeven aan beste scheidskoppel, trainers en talenten van het betreffende jaar.

## Winnaars 1979 - 2003
| Jaar | Speler              | Club          | Bron          |
| ---- | ------------------- | ------------- | ------------- |
| 1979 | Bert Bouwer         | Sittardia     | [ 3 ]         |
| 1980 | Ger Norbart         | Sittardia     |               |
| 1981 | Jacques Josten      | Sittardia     | [ 4 ]         |
| 1982 | Wil Jacobs          | Vlug en Lenig | [ 5 ]         |
| 1983 | Wil Jacobs          | Vlug en Lenig |               |
| 1984 | Jacques Josten      | Blauw-Wit     | [ 6 ]         |
| 1985 | Nico Beekman        | Blauw-Wit     | [ 1 ]         |
| 1986 | Jacques Josten      | Blauw-Wit     | [ 7 ]         |
| 1987 | Lambert Schuurs     | Sittardia     | [ 8 ]         |
| 1988 | Jacques Josten      | Blauw-Wit     | [ 9 ]         |
| 1989 | Joop Fiege          | E&O           | [ 10 ]        |
| 1990 | Piotr Konitz        | Tachos        | [ 11 ]        |
| 1991 | Patrick van Olphen  | Hermes        | [ 12 ]        |
| 1992 | Jop Hagreize        | E&O           | [ 13 ]        |
| 1993 | Dick Mastenbroek    | Sittardia     | [ 14 ]        |
| 1994 | Patrick van Olphen  | Sittardia     | [ 15 ] [ 16 ] |
| 1995 | Jeroen Hölscher     | Aalsmeer      | [ 17 ]        |
| 1996 | Peter Portengen     | E&O           | [ 18 ]        |
| 1997 | Morgan Hermundstadt | Sittardia     | [ 19 ]        |
| 1998 | Jan de Bakker       | E&O           | [ 20 ]        |
| 1999 | Malik Beširević     | Sittardia     | [ 21 ]        |
| 2000 | Jeroen Hölscher     | Aalsmeer      | [ 22 ]        |
| 2001 | Fabian van Olphen   | Quintus       | [ 23 ]        |
| 2002 | Rutger Sanders      | Vlug en Lenig | [ 24 ]        |
| 2003 | Joey Duin           | Volendam      | [ 25 ]        |

## Winnaars 2004 - heden
| Jaar | Beste keeper         | Club            | Beste (hoek)speler                                  | Club                                 | Beste cirkelspeler | Club            | Beste opbouwer                                           | Club                            | Bron          |
| ---- | -------------------- | --------------- | --------------------------------------------------- | ------------------------------------ | ------------------ | --------------- | -------------------------------------------------------- | ------------------------------- | ------------- |
| 2004 | Jeffrey Groeneveld   | Aalsmeer        | Eelco Weevers                                       | E&O                                  | Serge Rink         | Aalsmeer        | Ron Klemann                                              | Bevo                            | [ 26 ]        |
| 2005 | Mike Tadey           | Tachos          | Robert Nijdam                                       | Tachos                               |                    |                 |                                                          |                                 | [ 28 ]        |
| 2006 | Geen verkiezing      | Geen verkiezing | Geen verkiezing                                     | Geen verkiezing                      | Geen verkiezing    | Geen verkiezing | Geen verkiezing                                          | Geen verkiezing                 | [ 2 ]         |
| 2007 | Björn Alberts        | Sittardia       | Marco Beers                                         | Volendam                             |                    |                 |                                                          |                                 | [ 29 ] [ 30 ] |
| 2008 | Thijs van der Mortel | Bevo            | Joris Witjens                                       | Hellas                               | Léon van Schie     | Hellas          | Eelco Overkleeft                                         | Hellas                          | [ 31 ]        |
| 2009 | Micha Hoogewoud      | Aalsmeer        | L: Jeffrey Boomhouwer R: Robin Boomhouwer           | Aalsmeer                             | Léon van Schie     | Hellas          | L: Mark Roes M: Wai Wong R: Jimmy Castien                | Aalsmeer                        | [ 32 ]        |
| 2010 | Martijn Cappel       | Volendam        | L: Jeffrey Boomhouwer R: Bastian Dörenkämper        | Aalsmeer Volendam                    | Léon van Schie     | E&O             | L: Herman Tol M: Joeri Verjans R: Niels Reijgersberg     | Volendam E&O Volendam           | [ 33 ]        |
| 2011 | Martijn Cappel       | Volendam        | L: Tim Mullens L: Patrick Miedema R: Andreas Kittel | Limburg Lions Volendam Limburg Lions | Léon van Schie     | E&O             | L: Jasper Adams M: Jasper Snijders R: Nikola Miricki     | Volendam Aalsmeer Limburg Lions | [ 34 ]        |
| 2012 | Martijn Cappel       | Volendam        | L: Kevin Okker R: Martijn Meijer                    | Quintus Limburg Lions                | Tom Schilder       | Volendam        | L: Jasper Adams M: Patrick Miedema R: Niels Reijgersberg | Volendam E&O Volendam           | [ 35 ]        |
| 2013 | Martijn Cappel       | Volendam        | Jasper Adams                                        | Volendam                             |                    |                 |                                                          |                                 | [ 36 ]        |
| 2014 | Bart Ravensbergen    | Bevo            | Luc Steins                                          | Limburg Lions                        | [ 37 ]             |                 |                                                          |                                 |               |
| 2015 | Bart Ravensbergen    | Bevo            | Luc Steins                                          | Limburg Lions                        | [ 38 ]             |                 |                                                          |                                 |               |
| 2016 | Luuk Hoiting         | Lions           | Luc Steins                                          | Limburg Lions                        | [ 39 ]             |                 |                                                          |                                 |               |
| 2017 | Luuk Hoiting         | Lions           | Samir Benghanem                                     | Aalsmeer                             | [ 40 ]             |                 |                                                          |                                 |               |
| 2018 | Gerrie Eijlers       | Volendam        | João Jacob Ramos                                    | Limburg Lions                        | [ 41 ]             |                 |                                                          |                                 |               |
| 2019 | Gerrie Eijlers       | Volendam        | Tim Bottinga                                        | Aalsmeer                             | [ 42 ]             |                 |                                                          |                                 |               |
| 2020 | Geen verkiezing      | Geen verkiezing | Geen verkiezing                                     | Geen verkiezing                      | Geen verkiezing    | Geen verkiezing | Geen verkiezing                                          | Geen verkiezing                 |               |
| 2021 | Geen verkiezing      | Geen verkiezing | Geen verkiezing                                     | Geen verkiezing                      | Geen verkiezing    | Geen verkiezing | Geen verkiezing                                          | Geen verkiezing                 |               |
| 2022 | Geen verkiezing      | Geen verkiezing | Vaidas Trainavicius                                 | Aalsmeer                             |                    |                 |                                                          |                                 | [ 43 ]        |
| 2023 | Geen verkiezing      | Geen verkiezing | Samir Benghanem                                     | Aalsmeer                             |                    |                 |                                                          |                                 | [ 44 ]        |
| 2024 | Geen verkiezing      | Geen verkiezing | Donny Vink                                          | Aalsmeer                             |                    |                 |                                                          |                                 | [ 45 ]        |

## Statistieken

### Per club
| Aantal titels | Club          |
| ------------- | ------------- |
| 19            | Volendam      |
| 19            | Aalsmeer      |
| 11            | Limburg Lions |
| 9             | E&O           |
| 9             | Sittardia     |
| 5             | Bevo HC       |
| 4             | Hellas        |
| 4             | Blauw-Wit     |
| 3             | Vlug en Lenig |
| 3             | Tachos        |
| 2             | Quintus       |
| 1             | Hermes        |

(Bijgewerkt t/m 2022)

### Per provincie
| Aantal titels | Provincie     |
| ------------- | ------------- |
| 38            | Noord-Holland |
| 31            | Limburg       |
| 9             | Drenthe       |
| 7             | Zuid-Holland  |
| 3             | Noord-Brabant |

(Bijgewerkt t/m 2022)